# Mortoniellus parvus
Mortoniellus parvus är en insektsart som beskrevs av Sigfrid Ingrisch 1995. Mortoniellus parvus ingår i släktet Mortoniellus och familjen vårtbitare. Inga underarter finns listade i Catalogue of Life.